# 頭部伝達関数
頭部伝達関数（とうぶでんたつかんすう、Head-Related Transfer Function, HRTF）とは、耳殻、人頭および肩までふくめた周辺物によって生じる音の変化を伝達関数として表現したものである。
HRTF ということばは周波数領域における表現に対してつかわれるが、これをフーリエ変換して時間領域において表現したものを頭部インパルス応答（Head-Related Impulse Response, HRIR）という。これは、1個のインパルスを発生させたときの応答特性である。